# Peru na Letnich Igrzyskach Olimpijskich 1980
Peru na Letnich Igrzyskach Olimpijskich 1980 w Moskwie reprezentowało 28 zawodników: 14 mężczyzn i 14 kobiet. Najmłodszym reprezentantem tego kraju była pływaczka Celeste García (15 lat 273 dni), a najstarszym strzelec Walter Perón (50 lat 298 dni).

## Lekkoatletyka
Kobiety
- Carmela Bolivár – bieg na 100 metrów (odpadła w eliminacjach), bieg na 200 metrów (odpadła w eliminacjach)
- Patricia Guerrero – rzut oszczepem (20. miejsce)

Mężczyźni
- José Luis Elias – bieg na 100 metrów (odpadł w eliminacjach)
- Ronald Raborg – skok w dal (28. miejsce)
- Miro Ronac – dziesięciobój lekkoatletyczny (nie ukończył)

## Pływanie
Kobiety
- Celeste García – 100 i 200 metrów stylem dowolnym (odpadła w eliminacjach), 100 i 200 metrów stylem motylkowym (odpadła w eliminacjach)
- María Pia Ayora – 400 metrów stylem dowolnym, 100 metrów stylem klasycznym, 400 metrów stylem zmiennym (odpadła w eliminacjach)

Mężczyźni
- José María Larrañaga – 400 metrów stylem dowolnym (odpadł w eliminacjach), 1500 metrów stylem dowolnym (odpadł w eliminacjach)
- Daniel Ayora –  100 metrów stylem grzbietowym (odpadł w eliminacjach), 200 metrów stylem grzbietowym (odpadł w eliminacjach)

## Siatkówka
Kobiety
Drużyna zajęła 6. miejsce
- Ana Cecilia Carrillo
- Natalia Málaga
- Aurora Heredia
- Carmen Pimentel
- Cecilia Tait
- Gaby Cárdeñas
- Gina Torrealva
- María Cecilia del Risco
- Raquel Chumpitaz
- Silvia León

## Strzelectwo
Mężczyźni
- Pedro García – strzelanie z pistoletu szybkostrzelnego na 25 m (25. miejsce)
- Carlos Hora – strzelanie z pistoletu dowolnego na 50 m (18. miejsce)
- Justo Moreno – strzelanie z karabinu małego kalibru na 50 m (28. miejsce – trzy pozycje, 42. miejsce – pozycja leżąc)
- Óscar Cáceres – strzelanie z karabinu małego kalibru na 50 m (30. miejsce – trzy pozycje, 38. miejsce – pozycja leżąc)
- Juan Jorge Giha – skeet (25. miejsce)
- Francisco Boza – trap (32. miejsce)
- Walter Perón – skeet (40. miejsce)

## Zapasy
Mężczyźni
- Carlos Hurtado – waga do 62 kg w stylu wolnym
- Miguel Zambrano – wada powyżej 100 kg w stylu wolnym